# Аја (село)
Аја (фр. Aillas) насеље је и општина у југозападној Француској у региону Аквитанија, у департману Жиронда која припада префектури Лангон.
По подацима из 2011. године у општини је живело 777 становника, а густина насељености је износила 22,12 становника/km². Општина се простире на површини од 35,13 km². Налази се на средњој надморској висини од 64 метара (максималној 138 m, а минималној 29 m).

## Демографија
| 1962. | 1968. | 1975. | 1982. | 1990. | 1999. | 2011. |
| ----- | ----- | ----- | ----- | ----- | ----- | ----- |
| 829   | 939   | 790   | 690   | 656   | 668   | 777   |

График промене броја становника у току последњих година